# Zeekr 7X
Zeekr 7X — компактний електричний кросовер (SUV), що виробляє компанія Geely.

## Огляд

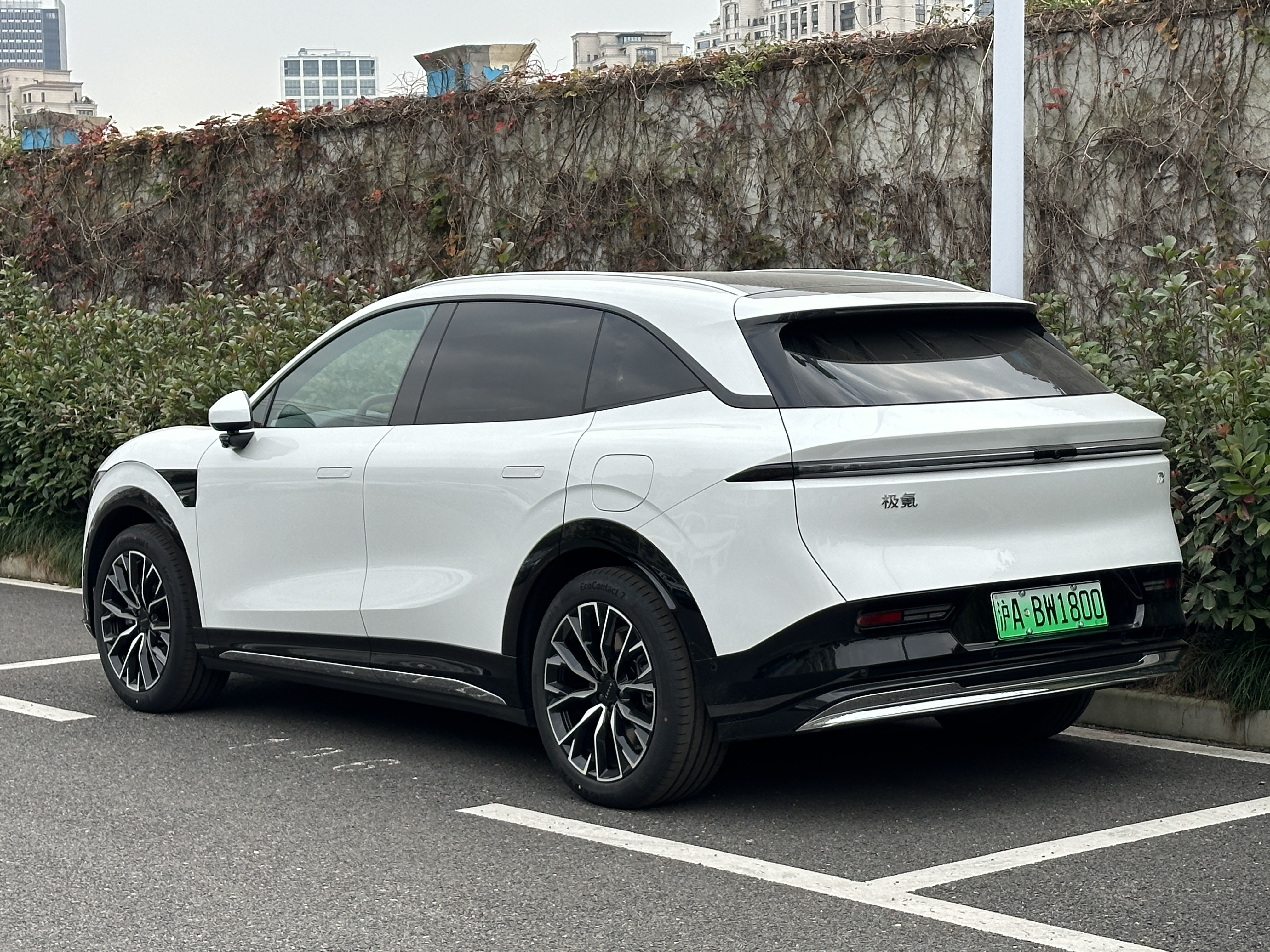
Вид ззаду

7X дебютував на автосалоні в Ченду в серпні 2024 року, незабаром після цього стартував попередній продаж. За 20 днів було розміщено 58 429 замовлень. Виробництво моделі розпочато 17 вересня 2024 року.  Поставки в Китай почалися наприкінці вересня 2024 року, а глобальні поставки заплановані на 2025 рік. Автомобіль готовий конкурувати з електричними позашляховиками, такими як Tesla Model Y і Xpeng G6. 
Zeekr 7X побудовано на платформі Geely Sustainable Experience Architecture (SEA) 800V, яка використовується спільно з подібним Zeekr 007.  Він має мову дизайну Zeekr "Hidden Energy". Одним із відмінних елементів цієї мови дизайну є передні ліхтарі, які утворюють інтерактивний РК-дисплей Zeekr Stargate, який здатний проектувати повідомлення та зображення.
Zeekr 7X доступний у трьох кольорах салону: фіолетовий і білий, чорний і сірий і чистий чорний. Сидіння виготовлені з натуральної шкіри Nappa, оснащені до 14 функціями, включаючи обігрів, вентиляцію та шість налаштувань масажу. Задні сидіння мають регульований нахил, висувні підставки для ніг, а також функції підігріву та вентиляції, якими керує світлодіодний екран у відкидному підлокітнику. Його багажник має місткість 765 літрів, яку можна збільшити до 1978 літрів з опущеними сидіннями, разом із 62-літровим переднім відділенням для речей.
Інтер’єр оснащений 16-дюймовим екраном інформаційно-розважальної системи, 13,5-дюймовою панеллю приладів і 36-дюймовим дисплеєм доповненої реальності . Задні пасажири мають доступ до 13-дюймових 2,5K OLED-екранів для розваг. Інформаційно-розважальна система автомобіля працює на основі автомобільного чіпа Qualcomm Snapdragon 8295. Важок перемикання передач розташований на перемикачі на рульовому колесі, а не на центральній консолі, як в інших моделях Zeekr. 
Zeekr 7X оснащений вдосконаленою системою допомоги водієві Haohan 2.0, яка також використовується в Zeekr 007, яка використовує Lidar і підтримує функцію автономного екстреного гальмування вперед (AEB) до 120 км/год. Він також підтримує міське водіння завдяки подвійним чіпам Nvidia Orin X, які забезпечують 508 трильйонів операцій за секунду (TOPS) обчислювальної потужності. Автомобіль також представив першу в галузі функцію, яка дозволяє користувачам швидко та легко розбити вікна, натиснувши приховану кнопку в разі надзвичайної ситуації, і перше в світі дитяче розумне крісло з активними подушками безпеки. 
Zeekr стверджує, що 7X є першим у світі чисто електричним позашляховиком, який підкорив пік Білуту, найвищу нерухому дюну на Землі. Пневматична підвіска автомобіля здатна збільшити дорожній просвіт до 230 мм.